# Radieră

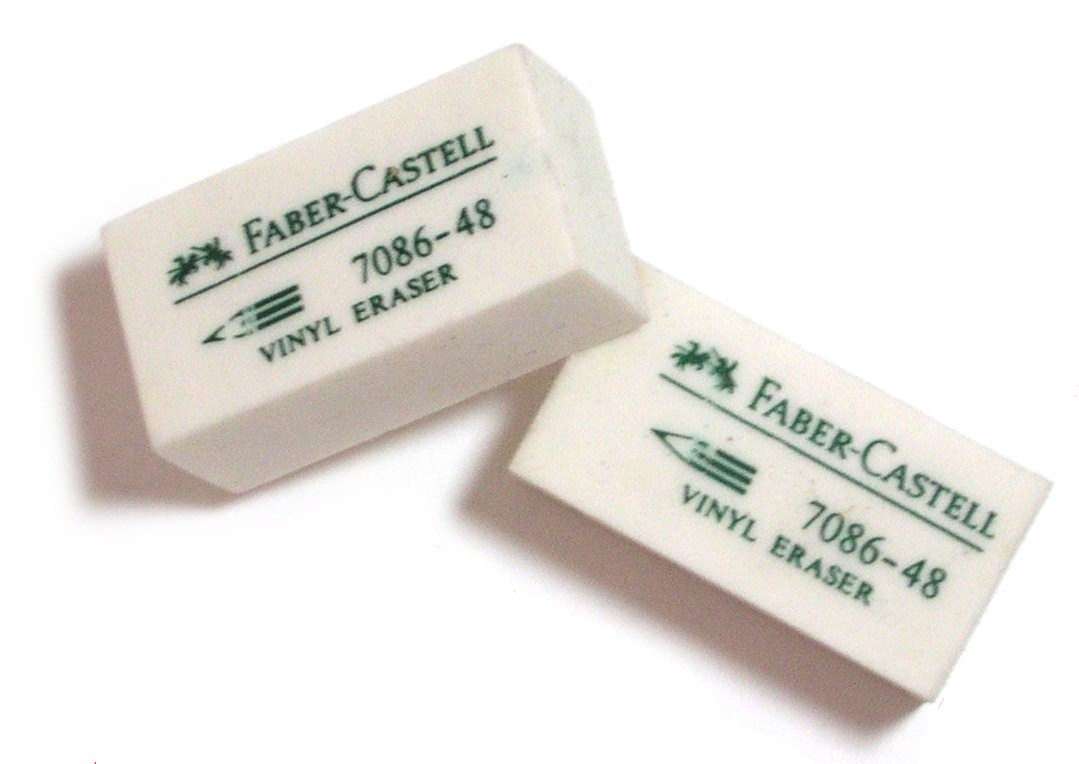
Două radiere

Radiera (din germană Radiergummi) sau guma de șters este un articol de papetărie folosit pentru a șterge urmele de creion lăsate pe hârtie. Există o varietate mare de forme și culori, dar în general radierele prezintă aceeași consistență cauciucată, principalul material folosit fiind cauciucul sintetic. Radierele pot fi făcute din alte materiale, mai scumpe, cum ar fi vinilul, sau mai ieftine, cum ar fi soia.

## Istorie

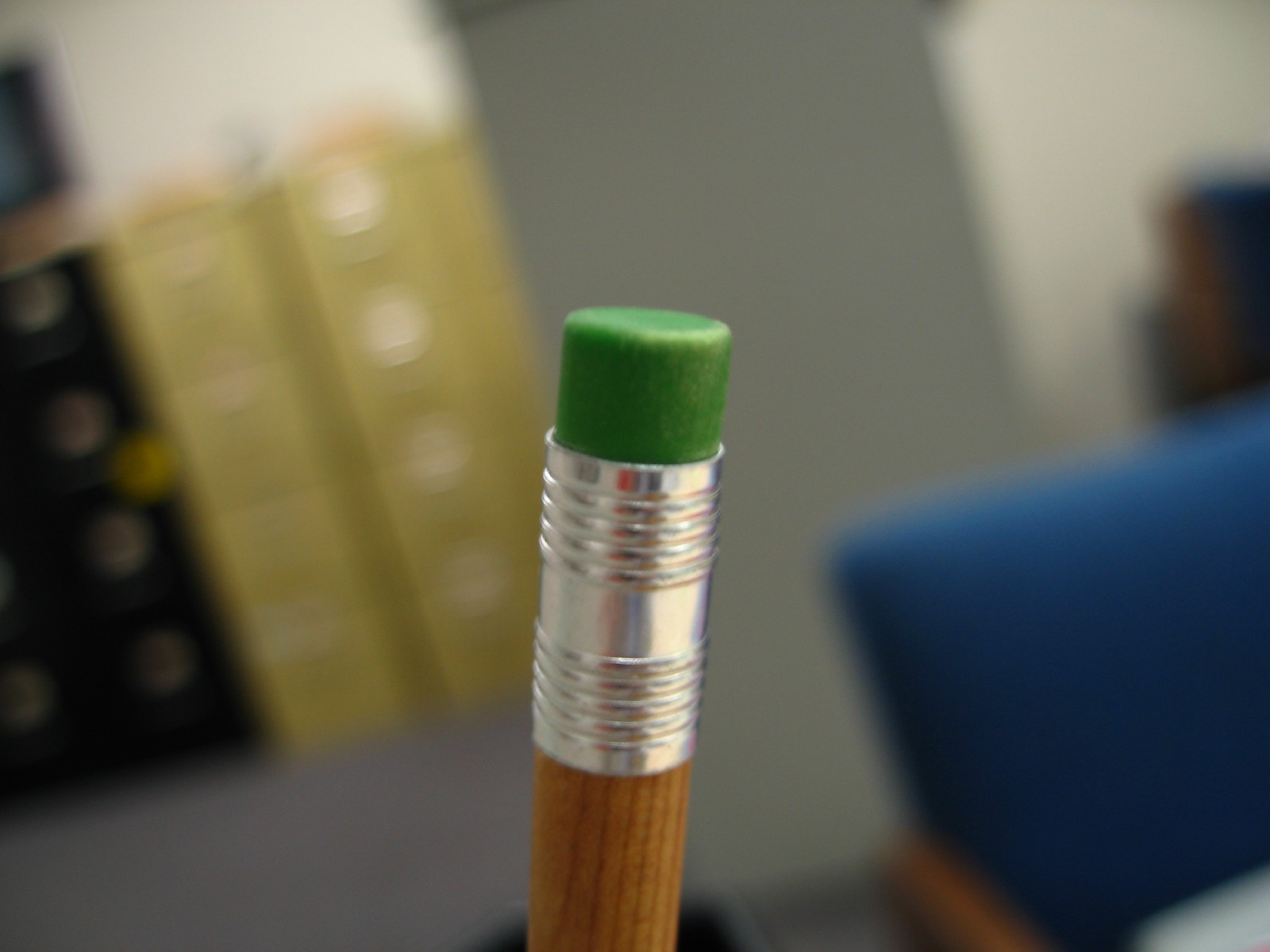
Radieră atașată unui creion

Înainte de invenția radierei din cauciuc, se foloseau tablete de ceară  pentru a șterge urmele de mină de creion sau de tuș de pe hârtie. De asemenea se spune că se folosea miez de pâine pentru a șterge urmele de mină; e posibil, dar pâinea s-ar dezintegra rapid și ar fi destul de costisitoare înlocuirea ei.
La 15 aprilie 1770, filozoful și teologul englez Joseph Priestley descria o gumă vegetală cu proprietatea de a șterge prin frecare urmele de mină de pe hârtie: „Am văzut o substanță excelent adaptată pentru a șterge de pe hârtie urma lăsată de creionul negru.” A numit această substanță rubber (în engleză to rub = a freca, a șterge prin frecare).
În 1770, Edward Naime, un inginer englez, fabrică prima radieră din cauciuc. Potrivit lui Naime, acesta a luat din greșeală o bucată de cauciuc în loc de miezul de pâine pe care îl folosea de obicei și astfel a observat această calitate a cauciucului. În mod accidental, aceasta a fost prima utilizare a cauciucului în Europa în acest scop.
Totuși, cauciucul așa cum era vândut pe atunci avea aceleași inconveniențe cu pâinea, fiind sfărâmicios și nedurabil. În 1839, inventatorul Charles Goodyear a descoperit procesul de vulcanizare, o metodă care a fost folosită pentru a face radiera mai rigidă și mai rezistentă. Ulterior, radierele au devenit populare.
Pe 30 martie 1858, Hymen Lipman din Philadelphia, SUA a solicitat primul patent pentru atașarea unei mici radiere în capătul unui creion. Patentul a fost însă respins, întrucât consta în două produse combinate, nu un produs cu totul nou.

## Tipuri
Radierele sunt adesea atașate la capătul opus părții ascuțite a creioanelor. Radierele de acest tip sunt de obicei de culoare roz, roșie sau verde (adesea asortată cu creionul, din motive stilistice) și au o textură netedă și cauciucată.  De asemenea, în compoziția lor se amestecă piatră ponce pulverizată pentru a le conferi o structură mai rigidă. Aceste radiere sunt de obicei bune, dar folosite prea mult în același loc pot strica hârtia, iar reziduurile rămase trebuie curățate.

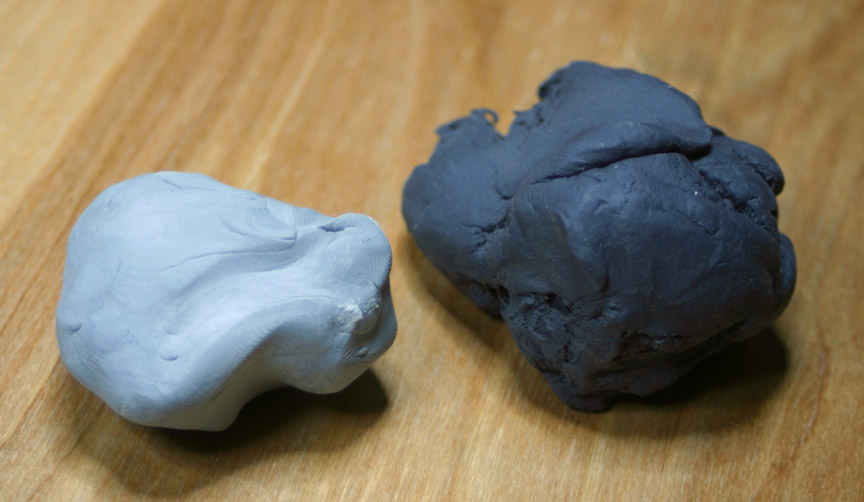
Radiere moi. Cea din stânga este nouă, cea din dreapta este mai veche; cea din dreapta este mai închisă mai culoare, conținând mai mult grafit

Un alt tip sunt gumele folosite de către artiștii plastici, făcute din cauciuc moale. Acestea se utilizează pentru eliminarea de suprafețe mari din desen, dar lasă multe reziduuri și nici nu sunt foarte precise. Cu toate acestea, nu strică hârtia. Radierele moi sunt mai rar întâlnite. Sunt făcute dintr-un material maleabil de culoare gri sau albă și seamănă cu guma de mestecat. Nu lasă reziduuri și, astfel, durează mai mult. Funcționează „absorbind” particulele de grafit sau mină. Ele pot fi lipite în jurul degetului pentru o mai mare precizie.
Există și radiere special concepute pentru eliminarea urmelor de cretă de pe tablă. În locul consistenței cauciucate specifice radierelor obișnuite, acestea sunt alcătuite dintr-o bucată de lemn sau de plastic, cu o căptușeală de fetru negru pe partea opusă.
Radierele pot avea diverse forme și culori. Pe lângă gumele cilindrice atașate creioanelor, radierele mai pot fi paralelipipedice, conice, sau pot avea design-uri originale, tematice (de exemplu în formă de note muzicale, animale etc.). Acestea se cumpără mai degrabă în scop decorativ decât pentru utilitatea lor practică.